# Karoo Hoogland
Karoo Hoogland – gmina w Republice Południowej Afryki, w Prowincji Przylądkowej Północnej, w dystrykcie Namakwa. Siedzibą administracyjną gminy jest Williston.